# Ischiolepta denticulata
Ischiolepta denticulata – gatunek muchówki z rodziny Sphaeroceridae i podrodziny Sphaerocerinae.
Gatunek ten opisany został w 1830 roku przez Johanna Wilhelma Meigena jako Borborus denticulata.
Muchówka o ciele długości od 3 do 4 mm. Tułów jej cechuje 6–9 ząbków na tylnym brzegu tarczki, w całości guzkowane sternopleury, a śródplecze błyszczące i guzkowane z wyjątkiem dwóch podłużnych, sięgających szwu poprzecznego, matowych pasów. W części środkowej śródplecza guzki ustawione są w dwóch rzędach. Użyłkowanie skrzydła charakteryzuje niezakrzywiona ku przodowi żyłka medialna M1+2 oraz komórka analna takiej samej długości jak tylna komórka nasadowa. Przezmianki mają żółtobrązową barwę. Przednia para odnóży ma czarne biodra. Odwłok ma duże hypopygium, a u samicy niewciętą tylną krawędź piątego tergitu.
Owad znany z Wielkiej Brytanii, Francji, Belgii, Niemiec, Szwecji, Norwegii, Finlandii, Szwajcarii, Austrii, Włoch, Polski, Czech, Węgier i Syberii.